# 주호 (한국사)
주호(州胡)는 제주도의 옛 명칭이다. 중국의 삼국시대에 주호가 마한 서쪽 해상에 있는 큰 섬으로 기록되는데, 제주도 이외에 큰 섬으로 추정되는 곳이 없기 때문에 이것이 제주도라고 생각된다.
'삼국지' '후한서'에 의하면 주호인들은 한인보다 키가 작고 말이 한인과 같지 않으며, 머리 모양은 선비족과 같이 삭발하고 하의 없이 하나로 된 가죽옷을 걸쳤으며, 소와 돼지를 기르고 배로 왕래해 한과 교역했다고 한다.
又有州胡 在馬韓之西海中大島上. 其人差短小 言語不與韓同. 皆髡頭如鮮卑 但衣韋 好養牛及豬. 其衣有上無下 略如裸勢. 乘船往來 市買韓中.
또 주호(州胡)가 마한의 서쪽 바다 가운데 큰 섬에 있다. 그 사람들은 차이나게 키가 작고 말이 한인(韓)과 같지 않다. 모두 머리를 선비족처럼 삭발하고 옷은 가죽으로만 해 입으며, 소나 돼지 기르기를 좋아한다. 그들의 옷은 위만 있고 하의는 없기 때문에 언뜻 보면 알몸 같다. 배를 타고 왕래하며 한(韓)에서 물건을 사고판다.
— 삼국지(三國志) 위서 동이전(魏書 東夷傳) 한(韓)

이는 당시 삼한의 풍속으로 적힌 것과 크게 다르다.
주호는 한국의 삼국시대에 탐라로 재편되었다.